# グザヴィエ・モンルジェ

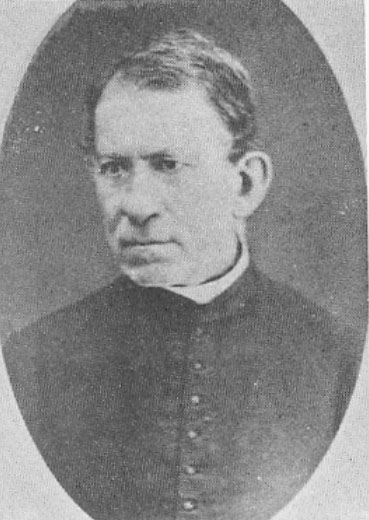
Xavier Montrouzier

ジャン・グザヴィエ・イアサント・モンルジェ（Jean Xavier Hyacinthe Montrouzier、1820年 - 1897年）は、フランスの宣教師、博物学者である。太平洋の島々の動植物を研究した。

## 生涯
モンペリエで生まれた。 マリスト会の宣教師として太平洋の島々で1846年から働き、ニューカレドニアのヌメア刑務所の最初の牧師となり、ニューカレドニアのサンルイ（St. Louis）で没した。
宣教師として働く一方、野生動物の研究を行い、昆虫やメラネシアの動物を研究した。1874年にニューカドレニアにイナゴの駆除のためにAcridotheres tristis を持ち込んだ。オーストラリア大陸やタヒチ島、マダガスカル島、レユニオン島へも旅し、博物学研究を行った。
モンルジェの集めたニューカレドニアの植物標本は、リヨン大学の標本館やモンペリエの植物研究所に収められ、ジョルジュ・ビューヴィサージュ（Georges Beauvisage）によって研究された。貝類のコレクションは、ボルドーの自然史博物館に保存されている。

## 献名された学名
- Phyllanthus montrouzieri Guillaumin (トウダイグサ科)
- Barringtonia montrouzieri Vieill. (サガリバナ科)
- Mezonevron montrouzieriGuillaumin (Leguminosae)
- Aglaia montrouzieri Pierre (センダン科)
- Lepiaglaia montrouzieri Pierre (センダン科)
- Xanthostemon montrouzieri Pamp. (Myrtaceae)
- Nepenthes montrouzieriiDubard (Nepenthaceae)

## 著書
Montrouzier, P. 1855. Essai sur la faune de l'île de Woodlark ou Mouiou. Annales de la Société d'Agriculture de Lyon 2 7: 1–114

## 評伝（一部）
- Georges Beauvisage, « Révision de quelques genres de plantes néo-calédoniennes du R.P. Montrouzier », Annales de la Société botanique de Lyon, vol. 19, 1894
- Georges Beauvisage, « Deuxième note sur l'herbier du R. P. Montrouzier, le genre Eutrecasteauxia Montr », Annales de la Société botanique de Lyon, vol. 12, 1897
- Georges Beauvisage, Notice sur le Révérend Père Xavier Montrouzier, botaniste en Nouvelle-Calédonie, Paris, J.-B. Baillière et fils, 1898